# Anna Romanovna Izriadnova
Anna Romanovna Izriadnova, née en 1891 et morte le 26 octobre 1946 est une correctrice d'épreuve. Elle est connue par son mariage avec le poète russe Serguei Essénine.

## Biographie
Anna Izriadnova nait à Moscou en 1891. Elle et ses sœurs, Serafima et Nadejda, sont progressistes : elles gagnent leur propre vie, assistent à des conférences et à de nombreux rassemblements et apprécient les poètes.
Anna Romanovna Izriadnova travaille comme correctrice d'épreuves dans l'imprimerie d'Ivan Sytine.
En 1913, Anna rencontre Serguei Essénine, qui vient travailler à l'imprimerie, d'abord comme manutencier lors d'une expédition, puis comme relecteur (assistant correcteur). Elle est fascinée par le jeune poète. Avec Essénine, Anna Izriadnova fréquente l'université Chaniavski (en) et le club littéraire Sourikovtsi (en).
En 1914, Anna Izriadnova contracte un mariage de facto avec Serguei Essénine,. En septembre 1914, Essénine commence à travailler à l'imprimerie Tchernychev-Kobelkov en tant que relecteur. Pendant quelque temps, Izriadnova et Yesenin, comme l'écrit Anna Romanovna dans ses mémoires, vivent ensemble dans un appartement loué près de l'avant-poste de Serpoukov.
Le 21 décembre 1914, Anna Izriadnova donne naissance à un fils prénommé Youri,. Après la mort de Sergueï, le tribunal populaire du district de Kamovnitcheski de Moscou examine la question de la paternité de Youri. Après le départ de son fils à l'armée, Anna Romanovna perd à jamais contact avec lui. Le 8 mars 1937, Youri est arrêté et exécuté le 13 août pour agitation antisoviétique et préparation d'un attentat terroriste contre les dirigeants de l'État soviétique. Il est réhabilité à titre posthume en 1956.
Anna Izryadnova est une femme dévouée à Essénine toute sa vie, prenant à sa charge tous les soucis liés à leur vie commune. Elle ne condamne jamais ses actes, même si elle se plaint parfois de son caractère. Comme elle écrit dans ses mémoires : « J'ai dépensé mon salaire en livres, en magazines, sans penser du tout à la façon de vivre… ». À l'été 1914, Essénine quitte son emploi et part seul en vacances en Crimée, prévoyant initialement qu'Anna vienne le voir. Mais plus tard, Izriadnova doit collecter des fonds pour son retour, et elle se tournée vers le père de Serguei, Alexandre Nikitich, pour obtenir de l'aide. De retour de Crimée, Essénine commence à vivre avec des camarades et, en mars 1915, il part pour Petrograd poursuivre sa carrière littéraire et abandonne Anna et Youri,.
Après leur rupture, ils maintiennent une relation amicale. Essénine lui rend visite dans les moments difficiles de sa vie. Il la voit pour la dernière fois peu avant sa mort, à l'automne 1925, avant son dernier voyage à Leningrad,.
Anna Romanovna Izriadnova, n'ayant jamais su le sort tragique réservé à son fils, est morte à Moscou en 1946 et est enterrée au cimetière de Vvedenskoye (23e site).
Les mémoires d’A. R. Izriadnova ont été publiés en 1965.
Au moment de sa connaissance de Yesenin, elle vit au 20 Tyoply Lane (actuellement rue Timur Frunze). Ensuite, le couple loue un appartement dans la 2e ruelle Pavlovsky. Après la révolution, elle reçoit une chambre de 10 mètres dans l'appartement communal n°14 à Sivtsev Vrazhek, 44/28.

## Hommage et postérité
Anna Izyriadnova apparait dans la pièce de théatre Les femmes d'Éssine de Elena Isaeva inspiré d'une biographie de Zakhar Prilepin, et dirigée par Galina Polishchuk du Théâtre d'art de Moscou.

## Remarques
1. ↑  « Anna Romanovna Jesenina », sur geni_family_tree, 1891 (consulté le 4 février 2024)
2. ↑  (en) Юрий Львович Прокушев, Sergei Yesenin: The Man, the Verse, the Age, Progress Publishers,‎ 1979 (lire en ligne)
3. 1 2 3  (ru) Anna Romanovna Izriadnova, « Mémoire d'Anna Romanovna Izriadnova », sur web.archive.org, 23 octobre 2008 (consulté le 4 février 2024)
4. ↑  (en) Jessie Davies, Isadora Duncan's Russian Husband, Or, Child of the Terrible Years: The Life of Sergei Yesenin (1895-1925) to Commemorate the 95th Anniversary of His Birth and the 65th Anniversary of His Death, Lincoln Davies, 1990 (ISBN 978-0-569-09234-0, lire en ligne)
5. ↑  « esenin.ru » [archive du 4 février 2019] (consulté le 4 février 2019)
6. ↑  Gheorghe Sarau, « Dintre marii romantici ruşi: Serghei Esenin », Vatra veche, vol. 11, no 143,‎ novembre 2020 (lire en ligne , consulté le 4 février 2024)
7. ↑  Constantin V. Ponomareff, Sergey Esenin, Twayne, coll. « Twayne's world authors series Soviet Union », 1978 (ISBN 978-0-8057-6319-5)
8. ↑  « Основные даты жизни и творчества С. А. Есенина - Сергей Есенин », sur www.e-reading.club (consulté le 4 février 2024)
9. 1 2  « История жизни С. Есенина » [archive du 5 octobre 2008] (consulté le 3 octobre 2008)
10. ↑  (en-US) « Sergey Yesenin (1895–1925) - » (consulté le 4 février 2024)
11. ↑  (en) Lim Word, The History of almost Everything. Practical guide of the eaters of Time, Litres, 15 mai 2022 (ISBN 978-5-04-086410-2, lire en ligne)
12. ↑  Jessie Davies et A. I. Razguliaiev, « Documents about Esenin », Cahiers du Monde Russe, vol. 26, no 3,‎ 1985, p. 445–477 (DOI 10.3406/cmr.1985.2056, lire en ligne, consulté le 4 février 2024)
13. ↑  (en) Charles Alexander Ward, Moscow and Leningrad: A Topographical Guide to Russian Cultural History, K.G. Saur, 1989 (ISBN 978-3-598-10834-1, lire en ligne)
14. ↑  (ru) « 8 женщин Сергея Есенина, которых он мог сделать счастливыми, если бы только захотел », sur graziamagazine.ru (consulté le 4 février 2024)
15. ↑  (en) Gordon McVay, Esenin: A Life, Paragon House, 1988 (ISBN 978-1-55778-004-1, lire en ligne)
16. ↑  (en) Katinka Matson, Short Lives: Portraits in Creativity and Self-destruction, Morrow, 1980 (ISBN 978-0-688-08614-5, lire en ligne)
17. ↑  Газета "Москва. Центр", 06.10.2023 № 36 (1012). С. 10-11.
18. ↑  (ru) Юлия Щеткова, « «Женщины Есенина» возвращаются в Новосибирск », sur Новая Сибирь online,‎ 20 septembre 2023 (consulté le 4 février 2024)